# Otáez
Otáez är en kommun i Mexiko.   Den ligger i delstaten Durango, i den centrala delen av landet, 900 km nordväst om huvudstaden Mexico City.
Följande samhällen finns i Otáez:
- San Pedro de Azafranes
- San José de la Laguna
- Banome
- El Puerto de San Rafael
- Macho Bayo
- San Miguel de Piélagos
- El Rincón
- Zapotes
- San José de Bacis
- Arranca Barbas
- San Ignacio de Huapipuje
- San José de la Cruz